# Гімн Севастополя
Пісня «Легенда́рный Севасто́поль» є офіційним гімном міста Севастополя. Автор музики — Вано Мураделі, автор тексту — Петро Градов. Пісня була написана 1954 року до 100-річчя першої оборони міста 1854—1855 під час Кримської війни і до десятої річниці визволення міста від гітлерівських військ. Гімн затверджений рішенням I сесії міськради XXI скликання від 28 липня 1994 року. 

## Історія
У 1954 році в Севастополі відзначалося 100-річчя оборони міста під час Кримської війни. Перед цим моряки-чорноморці звернулися до композитора Вано Мураделі з проханням написати для міста пісню, присвячену цій пам'ятній події. Композитора добре знали в Севастополі, пам'ятали виступи Центрального ансамблю пісні і танцю ВМФ, яким керував Мураделі у воєнні роки. 1944 році, відразу після визволення міста, відбувся концерт під його керівництвом.
Від імені командування флоту, моряків та мешканців міста до композитора звернувся віце-адмірал Микола Михайлович Кулаков з проханням написати пісню.
Композитор звернувся до поета Петра Градова. Той, перечитавши безліч історичних матеріалів, представив Мураделі творіння «Легендарний Севастополь». Слова пісні настільки захопили Мураделі, що вже наступного дня гімн Севастополя був готовий для прослуховування.
Вперше пісня «Легендарний Севастополь» була офіційно виконана в Будинку офіцерів флоту Ансамблем пісні і танцю ЧФ напередодні Дня ВМФ СРСР для представників командування, Політуправління, Військової Ради флоту, військових частин, кораблів, міських партійних органів, депутатів міськради.
17 жовтня 1954 року, в день святкування 100-річчя оборони Севастополя 1854—1855 років на стадіоні флоту пісню співав п'ятитисячний об'єднаний хор моряків, жителів Севастополя, учасників художньої самодіяльності в супроводі зведеного військового оркестру.
Пісня відтоді стала музичною емблемою міста, а з 1994 року — гімном.

## Пісня «Величавий Севастополь»
Пісню «Величавий Севастополь» написав 2000 року Мирослав Мамчак як українськомовну версію гімну Севастополя рос. Легендарный Севастополь. В інтерв'ю у газеті «Севастопольская газета» співробітник телерадіоцентру ВМС України Олександр Іванов, з'ясував що це була його задумка виконати пісню українською мовою:
Я придумав фішку, як можна сильніше врізати нашим друзям-росіянам. Потрібна була ця фішка для яблука розбрату. І я подумав, що можна перевести на українську мову пісню «Легендарний Севастополь», і запропонував це Мирославу Мамчаку... так «Легендарний Севастополь» перетворився в «Величавий».
У приспіви слова «гордость русских моряков» перемінено на «столиця українських моряків». Крім того, в тексті стали фігурувати стародавні руси, козаки, Київ. Пісня «Величавий Севастополь» вперше прозвучала в 2001 році у виконанні Олександра Іванова.

### Порівняння тексту
| «Легенда́рный Севасто́поль» | «Величавий Севастополь» |
| --- | --- |
| Автор: Петро Градов | Автор: Мирослав Мамчак |
| Ты лети, крылатый ветер, Над морями, над землей, Расскажи ты всем на свете, Про любимый город мой. Всем на свете ты поведай, Как на крымских берегах, Воевали наши деды, И прославили в боях. Легендарный Севастополь, Неприступный для врагов. Севастополь, Севастополь — Гордость русских моряков! Здесь мы в бой, святой и правый, Шли за Родину свою, И твою былую славу, Мы умножили в бою. Скинув черные бушлаты, Черноморцы в дни войны, Здесь на танки шли с гранатой, Шли на смерть твои сыны Легендарный Севастополь, Неприступный для врагов. Севастополь, Севастополь — Гордость русских моряков! Если из-за океана, К нам враги придут с мечом, Встретим мы гостей незваных, Истребительным огнем. Знает вся страна родная, Что не дремлют корабли, И надежно охраняет, Берега родной земли. Легендарный Севастополь, Неприступный для врагов. Севастополь, Севастополь — Гордость русских моряков! | Хай летить велична слава Про звитягу моряків Севастопольських героїв — Всіх його захисників. Всі у світі хай узнають, Як ескадри кораблів I матроси за Вітчизну Йшли у бій на ворогів. Величавий Севастополь, Місто слави й кораблів: Білокам'яна столиця Українських моряків. Тут хрестились древні руси — Володимира сини, I святую ратну славу В стольний Київ принесли. Тут не раз у бій кривавий Йшли на подвиг козаки, Бились на смерть в бастіонах українці-моряки. Величавий Севастополь, Місто слави й кораблів: Білокам'яна столиця Українських моряків. В бойовім строю змінили Ветеранів їх сини, I в серцях їх пломеніє Героїзм Сапун-гори. То ж якщо на нас нападуть, Як колись у дні війни, Знову в бій готові встати Українські моряки. Величавий Севастополь, Місто слави й кораблів: Білокам'яна столиця Українських моряків. |

## Під час російської окупації
26 травня 2015 року самопроголошена влада Севастополя заборонила перекладати гімн міста українською мовою. Як зазначив автор закону про гімн Олександр Кулагін:
«Ми введемо покарання за спотворення гімну у громадських та публічних місцях. Приклад ми знаємо — виконання гімну з українським текстом».